# وسام الابتسامة
وسام الابتسامة (بالإنجليزية: Order of the Smile) هو وسام دولي يعطى للبالغين الذين أسهموا في العناية بالأطفال وتقديم الحب والمساعدة لهم.

## التاريخ
طُرحت فكرة وسام الابتسامة في 1968 من قبل مجلة كورير البولندية، مستوحاة من فكرة الطفلة فاندا استومسكا.
في عام 1996 تم تأسيس «متحف وسام الابتسامة» في مدينة راباكا البولندية على ارض حديقة للاطفال أصبحت تسمي ب «رباكالاند» وذلك بعد منح هذه المدينة لقب «مدينة أطفال العالم».
في عام 2003 تم عقد دورة المجلس العالمي لوسام الابتسامة خارج مدينة وارسو في مدينة شفيدنيسا حيث تم نقل المقر العام لمجلس وسام الابتسامة وحيث تم في تلك المدينة اقامة «مركز صداقة الطفل» وتم تسمية المدينة باسم «عاصمة أحلام الأطفال» – وفي يوم 21 سبتمبر 2003 تم اختيار 21 سبتمبر يوم وسام الابتسامة العالمي.

## التصميم
تم تصميم الوسام على شكل ابتسامة على قاعدة النموذج الذي رسمته الطفلة ذات الثمانية اعوام من مدينة غوخووازي ايفا خروباك. استخدمت الطفلة صحنا رسمت عليه شكل الشمس الضاحكة واعداد من الاشعة تنطلق منها. تم اختيار هذا النموذج من ضمن 45 الف رسم مقدم وتم اختياره من قبل الفنان التصميمي شيمون كوبيلنسكي والذي قام بتشكيله في تصميمه المعاصر.

## الإجراءات
كل المرشحين ينبغى ان يتم ترشيحهم من قبل الأطفال. فارس الوسام أو فارسة الوسام يجب ان تكون شخصية عملت من اجل الأطفال وتم قبولها منهم. يجب ان تدعم الترشيح شخصية بالغة (أو منظمة) تعمل من أجل الأطفال.
يتم منح الوسام مرتين في العام – في الربيع وفي الخريف. في بعض الحالات الخاصة يتم تقديم الوسام في فترات أخرى. تم منح الوسام لحوالي 1001 شخصا من حوالي 50 دولة (حتى مايو 2016).
يمكن استخدام لقب فارس الوسام أو فارسة الوسام فقط لاولئك الفائزين بالوسام ممن تم منحهم له وفقا للمراسم الخاصة للوسام والتي تشمل طرقهم بوردة وكذلك شرب عصير ليمون حامض والابتسام اثناء ذلك، وتقديم وعد بأنهم سيكونون مبتسمين طوال مدة حياتهم.

## مجلس الوسام
يتم منح الوسام من قبل مجلس وسام الابتسامة العالمي في وارسو بجمهورية بولندا، والتي يقع فيها المكتب الرئيسي للمجلس. بينما يقع المكتب الإداري للوسام في مدينة شفيدنيسا.
ورغما ان أغلب أعضاء مجلس الوسام هم من البولنديين، الا ان المجلس يشمل ممثلين من العديد من الدول الأخرى ومن بينهم ممثلين من ألمانيا وأستراليا وبلجيكا وكندا والسودان وأرمينيا وروسيا البيضاء وروسيا وتونس وأوكرانيا ولتوانيا وكندا والولايات المتحدة والمملكة المتحدة الخ.
يرأس مجلس الوسام حاليا السيدماريك ميخالاك وهو خريج جامعة التربية الخاصة (لتدريس اصحاب الاحتياجات الخاصة) وصحفي وناشط اجتماعي واستاذ جامعي واحد الحاصلين على الوسام من قبل نسبة لنشاطاته من أجل الأطفال، كما يشغل منصب أمين شؤون الأطفال في جمهورية بولندا (بدرجة وزير) ويتم اختباره مباشرة من البرلمان البولندي.

## الوضع القانوني
في عام 1979 (التي أعلن عنها السنة الدولية للطفل) اعترف الأمين العام للأمم المتحدة كورت فالدهايم بوسام الابتسامة كوسام دولي. وتم تسجيل مجلس الوسام كجمعية عالمية غير حكومية في بولندا في 16 نوفمبر 1992 .

## فرسان الوسام
تم منح الوسام للعديد من الشخصيات العالمية ومن بينهم البابا يوحنا بولص الثاني والملك عبد الله بن عبد العزيز آل سعود والام تيريزا والدلاي لاما ال14 والملكة سيلفيا ملكة السويد والشيخة موزا بنت ناصر والليدي سارة فيرجسون والرئيس البولندي الاسبق الكسندر كفاشنيفسكي والسيدة يولانتا كفاشنيفسكا والرئيس السابق نيلسون مانديلا والسكرتير العام للامم المتحدة كورت فالدهايم والصحفية اوفرا وينفري وزوجة الرئيس التشيكي السابق داغمار هافل الخ.
اصغر من تم منح الوسام له كان ماريك ميخالاك حيث حصل على الوسام في عمر 23 عاما وكان ذلك في عام 1994، بينما كانت أكبر شخصية تحصل على الوسام هي ارينا سيندلروفا في عام 1996 وكان عمرها وقتها 97 عاما.

## وصلات خارجية
- الموقع الرسمي لوسام الابتسامة